# T-Mobile Park
T-Mobile Park (anteriormente llamado Safeco Field y a veces conocido como Safeco o La seguridad) es un estadio de béisbol de techo retráctil ubicado en Seattle Washington, Estados Unidos). El estadio, propiedad y operado por la Autoridad de Washington-King County Stadium, es donde disputa sus partidos como local los Marineros de Seattle de las Grandes Ligas de Béisbol (MLB) y tiene una capacidad de 47.878 aficionados. Se encuentra en el barrio de Seattle, SoDo, barrio cercano a la terminal Interestatal 90.
Durante la década de 1990, el estadio anterior de los Marineros era el Kingdome, pero el estadio fue objeto de duda para la MLB, y los propietarios del equipo amenazó con trasladar el equipo. En septiembre de 1995, los propietarios del Kingdome votaron a favor de construir un nuevo estadio de béisbol ya que el financiamiento estaba a su favor. Poco después, los Marineros ganaron la Liga Americana (Serie Divisional) en la temporada de 1995 y el equipo afirmó que no quería salir de la ciudad y tenían deseos de seguir jugando en Seattle. Como resultado, la Asociación de Actividades Interescolares de Washington aprobó un medio alternativo de financiación para el estadio con dinero público. El estado sería construido justo al sur del Kingdome, fue seleccionado en septiembre de 1996, y la construcción comenzó en marzo de 1997. La construcción duró hasta julio de 1999, y el estadio acogió su primer partido el 15 de julio de 1999.
Aparte de los Marineros, el Safeco Field también realiza eventos interescolares y otros deportes como el Fútbol americano y el fútbol universitario. Los principales eventos no-béisbol que se han celebrado en el Safeco Field están el Seattle Bowl en el 2001 y WWE WrestleMania XIX, que estableció récord de asistencia del Safeco Field, de 54.097 aficionados en 2003. También se realizan eventos para las grandes empresas, acontecimientos políticos, y otros, así como pequeños eventos como bodas.
Los derechos del nombre del estadio son propiedad de Seattle Safeco Insurance. Safeco habría pagado los 40 millones de dólares para tener su nombre en el estadio durante 20 años.

## Historia
El 30 de marzo de 1994, King County y el ejecutivo Gary Locke designaron a un grupo de trabajo para evaluar la necesidad de un nuevo estadio de béisbol para reemplazar el rápido deterioro Kingdome. Muchos temían que los Marineros de Seattle se marcharían si un nuevo estadio no se construyera. En enero de 1995, el grupo de trabajo de 28 miembros recomendó al King County Council que el público debe participar en la financiación del estadio. El grupo de trabajo concluyó que un aumento del impuesto sobre las ventas del 0,01% sería suficiente para construir el estadio. El King County Council llevó a cabo una elección especial en septiembre de 1995, pidiendo al público un aumento de las ventas que realizarían. La medida fue rechazada por escasos recursos.
En el campo de béisbol de ese mismo mes, los marineros lograron llegar a la final de la temporada de 1995 después de haber ganado hasta 13 juegos y el primer lugar y ganaron su primer título en la División Oeste. Derrotaron a los Texas Rangers en la temporada de 1995, una serie que se cerró en un episodio memorable del 11 doble de Edgar Martínez. A pesar de la derrota de los Marineros después la remontada final lograron remontar la temporada.
El 9 de septiembre de 1996, el sitio fue seleccionado para el nuevo estadio, justo al sur del Kingdome. A finales del otoño, varios miembros del King County Council escribieron una carta a los Marineros de Seattle, afirmando que los funcionarios de considerar posponer la construcción y la apertura de los $ 384,5 millones del proyecto del estadio. En respuesta, declarararon en una conferencia de prensa vender el equipo, o mover el equipo de Seattle. Después de una protesta pública, el King County Council votó para reafirmar su cooperación con los Marineros en la construcción de un nuevo estadio. Los Marineros contribuyeron con $ 145 millones a cubrir los sobrecostos.

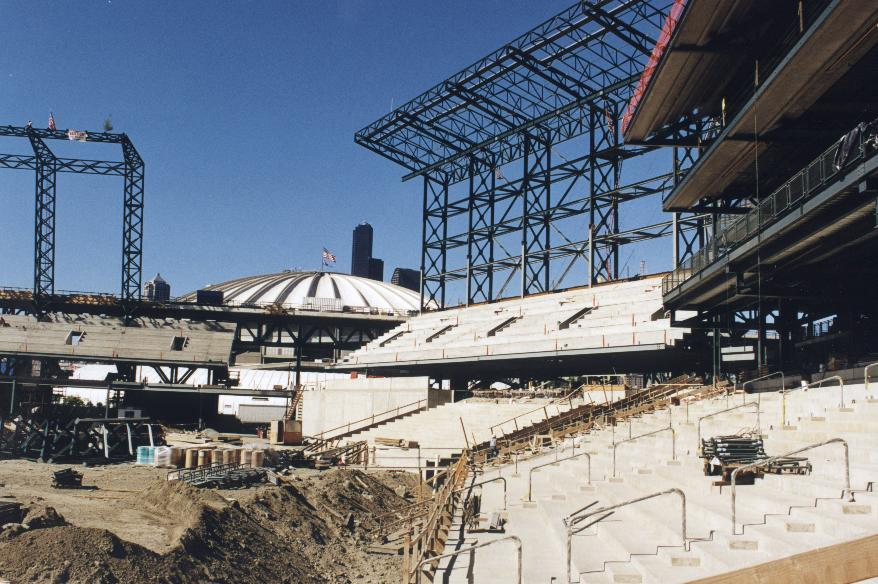
Safeco Field en construcción en 1998. El Kingdome es visible en el fondo

La construcción comenzó oficialmente el 8 de marzo de 1997, con una ceremonia con los Marineros y la estrella Ken Griffey, Jr. La construcción continuó hasta julio de 1999. El primer juego en el nuevo estadio se jugó el 15 de julio de 1999 contra Padres de San Diego. Los Padres ganaron 3-2.
Antes de que el estadio fue bautizado inicialmente, el nombre del estadio se vendieron para la publicidad. Con el nombre de Safeco que es una compañía de seguros que pagó $ 40 millones para los derechos del nombre para el primer estadio de béisbol durante 20 años. Sin embargo, la adquisición de la empresa Safeco por Boston basado en Liberty Mutual Group han abierto la remota posibilidad de que el nombre podría ser cambiado antes de que expire el contrato en 2019. Sin embargo, los expertos especulan que esto sólo ocurrirá si Liberty Mutual se retira el nombre de Safeco durante ese tiempo.
Cuando Ken Griffey, Jr. volvió a Safeco en 2007 con los Rojos de Cincinnati, llegó a una bienvenida de heroica, recibiendo regalos de la organización de los Marineros, y su compañero exjugadores Jay Buhner y Edgar Martínez. Se dio a conocer un nuevo cartel que declaraba Safeco Field "La casa que Griffey construyó". La serie fue también significativo para el comienzo de la tradición Rally papas fritas en los juegos de los Marineros.

## Ubicación y transporte
Safeco Field está ubicado en el barrio llamado SoDo del distrito del centro de Seattle, delimitada por Dave Niehaus. Camino del Sur (una cuadra de la Primera Avenida S.) hacia el oeste, y [Martínez [Edgar ]] Unidad S. (anteriormente S. Atlantic Street) al sur, Vía S. Royal Brougham al norte, y BNSF las vías del ferrocarril hacia el este. El estadio está situado cerca del extremo oeste de la 90. El mapa adjunto es un error, I-90 termina en la cuarta avenida. Sur, no Airport Way / Dearborn.

## Características

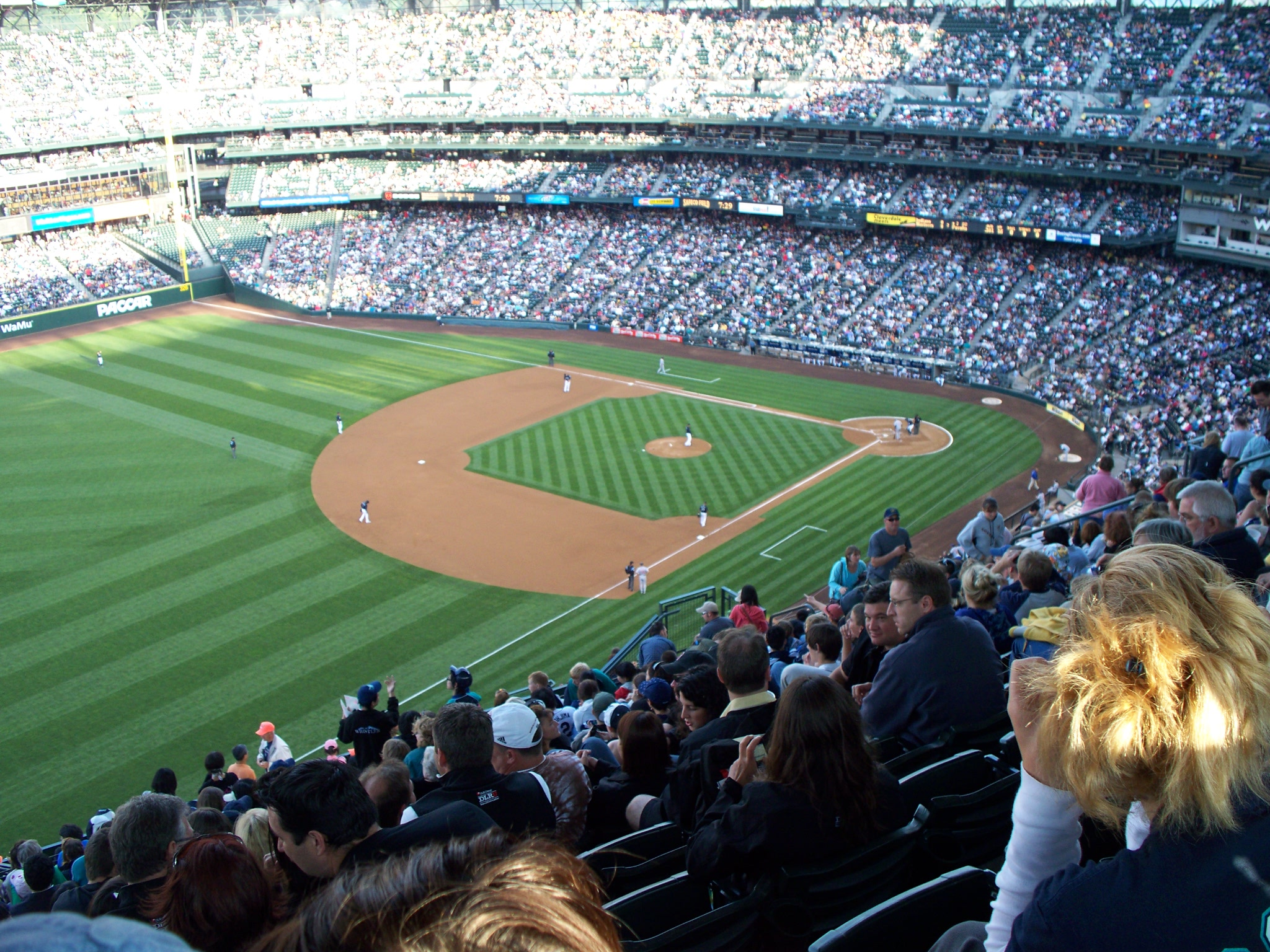
Vista del Safeco Field desde lo alto del jardín izquierdo.

Al igual que la mayoría de los estadios construidos a partir del 1990, Safeco Field es un estadio de estilo "retro-moderno", que incorpora muchas de las características de los estadios construidos en la década de 1950 y anteriores con todas las comodidades modernas. En contraste con el Kingdome y el otro de usos múltiples del estadio construida principalmente durante los años 1960 y 1970, el Safeco Field cuenta con una fachada de ladrillo, una dimensión asimétrica de campo, un campo de hierba natural, espectador líneas de visión más adecuado para el béisbol, y está rodeado de calles de la ciudad, una línea de ferrocarril y edificios. En una nota moderna, el estadio cuenta con un techo retráctil, suite de lujo, alimentos y amplia selección de bebidas más allá de tarifa tradicional estadio, y todas las comodidades para los jugadores de club, así como la tecnología que permite a los espectadores monitor especial del juego en tiempo características de Nintendo DS, los receptores, y es totalmente accesible.
A diferencia de la Kingdome, cuyas reducidas dimensiones le dio una reputación como un parque bateador, Safeco Field tiene una reputación de ser muy amigable para los lanzadores.[cita requerida]

### Disposición
El estadio cuenta con cuatro puertas principales abiertas a todos los poseedores de entradas durante los partidos de los Marineros, que se encuentra en el suroeste, noroeste, noreste, sureste y las esquinas. Estos se identifican como 'Home Plate', el jardín izquierdo, el jardín central y el jardín derecho, respectivamente. La entrada a los poseedores de entradas está disponible a través de la Tienda de los Marineros de la Primera Avenida. Entradas especiales para los medios de comunicación y los titulares de los niveles de determinadas entradas se encuentran a los lados sudoeste y sur del estadio.
Hay cinco niveles principales del estadio: El campo (o la calle), Main Concourse (100 nivel - cerca de 22.000 plazas), Club Level (nivel de 200 - cerca de 4.600 plazas), Nivel Suite (cerca de 1.700 plazas), y la parte superior Concourse (300 nivel - cerca de 16.000 plazas). Dos secciones de gradas se encuentran por encima del jardín izquierdo y por debajo del marcador del jardín central, cada uno con cerca de 1.800 asientos. El Centro de Difusión (sala de prensa) se encuentra en el nivel Club y sub-nivel entre éste y el nivel de Suites. Como el campo está aproximadamente a nivel de la calle, la entrada en cualquiera de las puertas principales requiere que los visitantes a subir un tramo de escaleras, escaleras mecánicas o ascensor para acceder a la explanada principal, con la excepción del jardín derecho, que se abre en el vestíbulo principal. Escaleras, escaleras mecánicas, ascensores y rampas situadas alrededor del estadio facilitar el acceso a todos los niveles.

### Capacidad
- 47,116 (1999-2003)[26]
- 47,447 (2004-2008)[26]
- 47,878 (2009-presente)[27]

### Servicio de alimentos

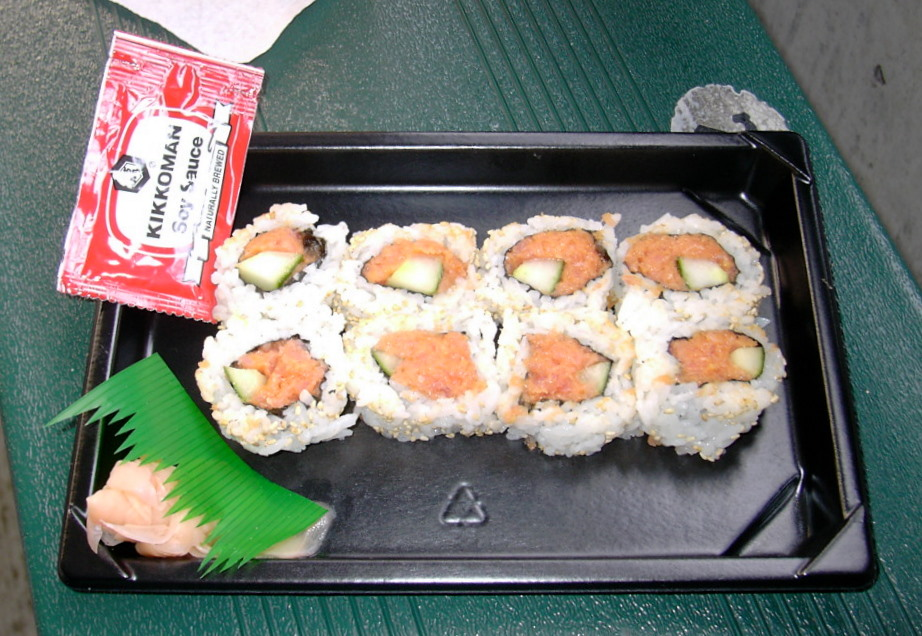
"Ichiroll," uno de los muchos alimentos no tradicionales del Safeco Field

Safeco Field tiene una selección extensa de alimentos, bebidas y más allá de la tarifa estadio tradicional de hot dogs, pizza, refrescos y cerveza. Concesión de puestos de venta de comida tradicional estadio de béisbol son abundantes en las explanadas principal y superior. Patios de comida detrás del plato en el vestíbulo principal, así como en la "La Pluma" (conocido como el Mercado bullpen antes de una importante remodelación de 2011) situado en el nivel de la calle dentro de la puerta del jardín central, venta de comidas rápidas como el sushi (incluyendo el "Ichiroll"), burritos, teriyaki, salteados, pad tailandés, papas fritas ajo, crepes, comida sana, pescados y mariscos, y una barbacoa. Una amplia selección de cerveza también se puede encontrar en esos lugares, así como un lugar en la explanada superior.
Varios restaurantes y servicios de alimentación están disponibles exclusivamente para los fanáticos de la compra de ciertos niveles de entradas:
- El Diamond Club se encuentra en el terreno detrás del plato. El Diamond Club se encuentran en las primeras ocho filas detrás del plato, los titulares de estos puestos tienen derecho a estacionamiento VIP en el garaje de Safeco Field, una entrada privada al parque en el terreno, y el acceso al salón Club Diamante con buffet y bar. El salón está decorado con Babe Ruth recuerdos.

- 70 grupos y suites individuales ocupan un nivel entero del estadio. Abierto sólo a los poseedores de boletos a nivel privado, cada suite cuenta con un personal de servicio privado y servicio de conserjería. Los tenedores de boletos a nivel privado también tienen derecho a una entrada privada al parque. Entradas conjunto de nivel están disponibles en una temporada completa, temporada parcial, o la base del juego individual.

- El Wells Fargo Terrace Club ocupa otro nivel entero del estadio. Abierto sólo a los titulares de los escaños del Club Terraza y ciertos niveles de entrada, el club cuenta con dos salas de estar y de espera de los servicios para cada asiento. Al igual que con los boletos a nivel privado, los titulares de los asientos Terraza del Club también tienen derecho a una entrada privada al parque. El Wells Fargo Terrace Club también está disponible en toda la temporada, temporada parcial, o la base del juego individual.

- El Hit it Here Café se encuentra en el jardín derecho, en el mismo nivel del Wells Fargo Terrace Club. Abierto a todos los visitantes antes del partido en un primer llegado, primer servido (aunque los boletos titulares de temporada pueden hacer las reservas), la cafetería está abierta sólo a los titulares de los billetes en la cafetería durante los partidos. Hit it Here Café sólo vende sobre una base individual del juego.

### Techo retrátil

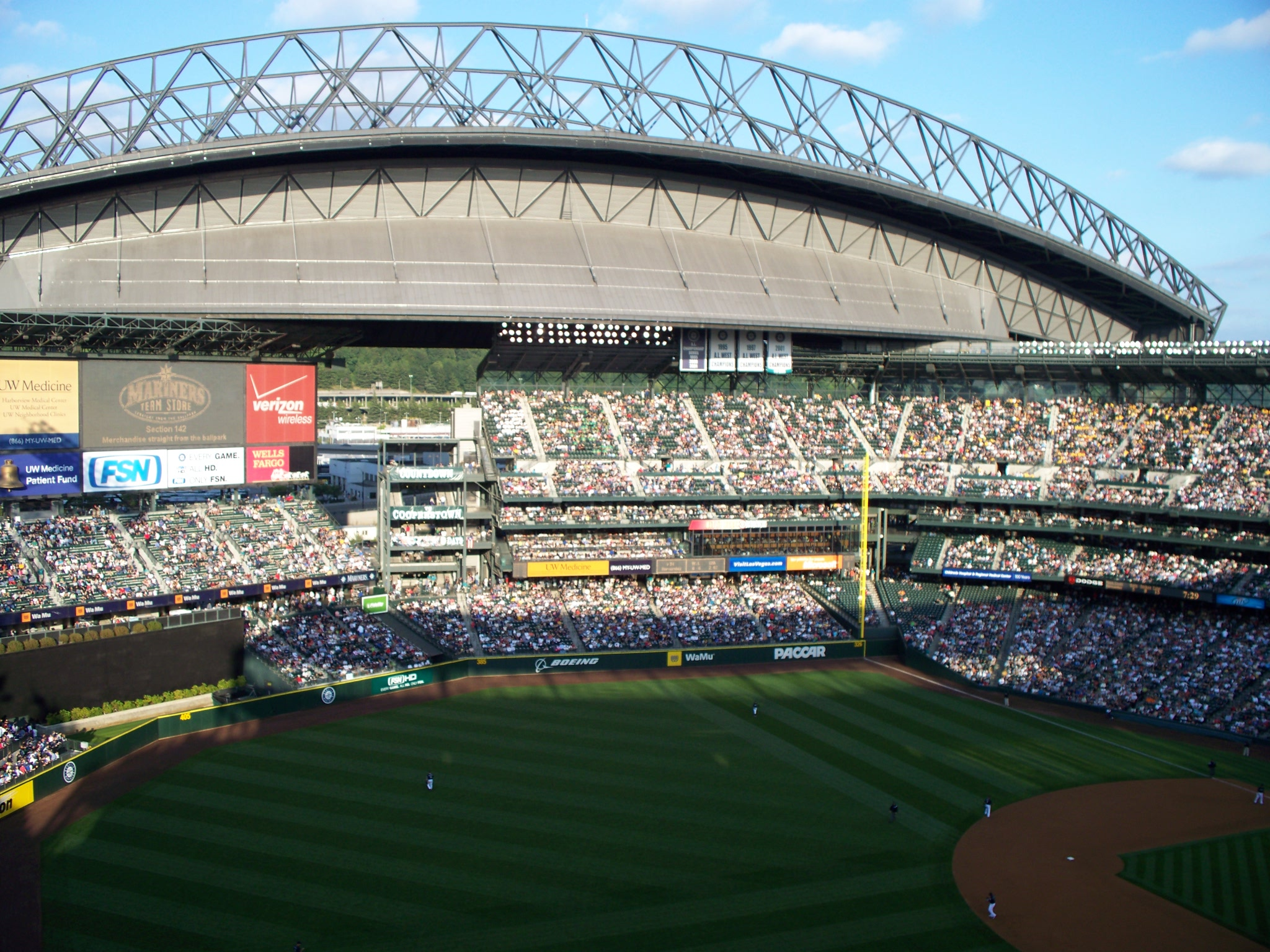
Vista del techo retráctil cubierto del Safeco Field

Safeco Field tiene un techo retráctil único que sólo actúa como un "paraguas" para las tribunas y el campo en lugar de formar una completa caja con temperatura controlada, como es el caso con todos los otros techos retráctiles en las Grandes Ligas. El clima de Seattle relativamente es templado, significa que el parque rara vez necesita ser calentado o enfriado, pero en frecuentes precipitaciones necesario un techo. El techo es a veces cerrado pero en tiempo seco, cuando la temperatura es muy baja. Debido a que el calor sube, cerrando el techo puede ayudar un poco al hacer el estadio más caliente, aunque no por mucho. El único otro estadio de béisbol cubierto en el mundo, con aberturas permanentes es Seibu Dome en Tokorozawa (Saitama), Japón, hogar de los Leones de Seibu Saitama.
El techo se compone de tres secciones principales que se extienden en la posición cerrada de forma telescópica, con las dos secciones exteriores de descanso en la sección central más grande. Cada sección se basa en un conjunto de líneas paralelas ubicadas en el norte y sur del estadio, con las secciones exteriores en movimiento a lo largo del conjunto interior de las pistas, y la sección central en movimiento a lo largo del conjunto exterior. Cada sección tiene una estructura independiente, es decir, no depende de otra sección de la estabilidad estructural. "Bienvenido a Safeco Field, Seattle" está pintado en la parte superior de la sección central, visible desde un avión si el techo está abierto o cerrado. Una señal iluminada que decía "Safeco Field" fue introducido en el lado este de la cubierta en 2007, lo que ayuda en la identificación del estadio desde las autopistas hacia el este.
Cada sección es independiente impulsado por motores eléctricos que mueven las respectivas secciones a lo largo de las vías. Se controla desde una sala de control central ubicado en el marcador del jardín central. Dependiendo de las condiciones de viento y la lluvia, el techo tarda aproximadamente 10 minutos para pasar de la apertura total a la posición totalmente cerrada, y viceversa. El movimiento del techo está casi en silencio, mezclándose con el ruido ambiental se presentan normalmente durante un juego. Durante el funcionamiento normal, el movimiento de cada sección se rige por las computadoras, con las tres secciones en movimiento al mismo tiempo. Durante una operación de emergencia o de mantenimiento, cada sección puede ser independiente movido. Un motor de repuesto y trabajo conjunto de la rueda para el techo se puede encontrar dentro de la puerta del jardín central. En su estado actual, sirve para educar a los visitantes acerca de cómo opera el techo, pero si es necesario, puede ser usado para reemplazar una parte similar en el techo debe ser un dañado o defectuoso.

### Marcadores
Safeco Field cuenta con un marcador manual, un diodo emisor de luz (LED) de visualización de vídeo de Daktronics, un principal incandescentes monocromáticas matriz de mesa, un LED de color fuera de la ciudad marcador, y tableros de LED de la cinta a lo largo del primer tercio, y Hit It Here Cafe Facade.

## Notables eventos en el Safeco Field

### Grandes Ligas
- Safeco Field ha albergado partidos de playoffs en dos temporadas: (2000), cuando los Marineros ganaron la Liga Americana,[31] y de nuevo en {2001},[32] cuando ganó la Liga Americana del Oeste. En el año 2000, los Marineros derrotaron a los Medias Blancas de Chicago en la División Oeste de la Liga Americana 3-0, pero fueron derrotados por los Yankees de Nueva York en el American League Championship Series, 4-2. Al año siguiente, los Marineros derrotaron a los Indios de Cleveland 3-2 en la Serie Divisional, pero fueron derrotados de nuevo por los Yankees en la Serie de Campeonato, 4-1. La Serie Mundial nunca se ha jugado en el Safeco Field.

- Safeco Field también recibió los All-Star Game de la MLB 2001.[33] La Liga Americana derrotó a la Liga Nacional por 4-1. Cal Ripken, Jr. de los Orioles de Baltimore fue el MVP del juego.[34] Una placa de bronce en el bullpen de los visitantes marca hoy el lugar donde jugó el último All-Star Game de su carrera de Salón de la Fama.

- El 1 de octubre de 2004, Ichiro Suzuki logró su éxito 258 de la temporada en el Safeco, rompiendo los 84 años de edad, registró el único hit de la temporada con 257 anteriormente en manos de George Sisler. Sisler, que murió en 1973 (el mismo año nació Suzuki), estuvo representó a su hija y cuatro miembros de la familia. Ichiro terminó la temporada con 262 hits.

- El 15 de abril de 2009, Ken Griffey, Jr. se convirtió en el primer y único jugador en la historia del equipo que ha llegado a 400 jonrones. Él conectó un jonrón en el quinto inning de los Angels' Jered Weaver, en ruta a un triunfo 11-3.

- En las InterLigas del 2011 de los Marlins de Florida se trasladó a Safeco Field, debido a un conflicto de programación con la banda de rock U2 en el Sun Life Stadium. Con los Marlins designado oficialmente como el equipo de casa, la regla de bateador designado no estaba en vigor, siendo la primera vez que un partido se jugó bajo las reglas en un estadio de la Liga Americana en juegos interligas moderna. Félix Hernández se convirtió en el primer lanzador en registrar un golpe en el Safeco Field.

### Béisbol universitario
- El 4 de mayo de 2007, el NCAA Pacific-12 Conference[35] se enfrentó ante Washington Huskies que organizó la comperencia campeona Oregon State en frente de 10,421 espectadores.[36] Washington ganó el juego 6-2.

### Otros
- El Safeco Field fue sede del campeonato de poca duración Seattle Bowl en el año 2001 que fue un campeonato de fútbol universitario.[37]

- El 30 de marzo de 2003, World Wrestling Entertainment celebró el evento más importante de PPV, WrestleMania XIX,[38] en el Safeco. Con el ring situado cerca de la ubicación de la segunda base, miles de asientos se vendieron en el mismo campo y el evento estableció un récord de asistencia al estadio de 54,097.[7]

- El 16 de septiembre de 2008, la banda Beach Boys llevó a cabo el primer concierto del estadio.[39]

- El estadio es la sede de la reunión anual de empleado de Microsoft, que atrae a más de 20,000 empleados.[40]

## Galería de imágenes

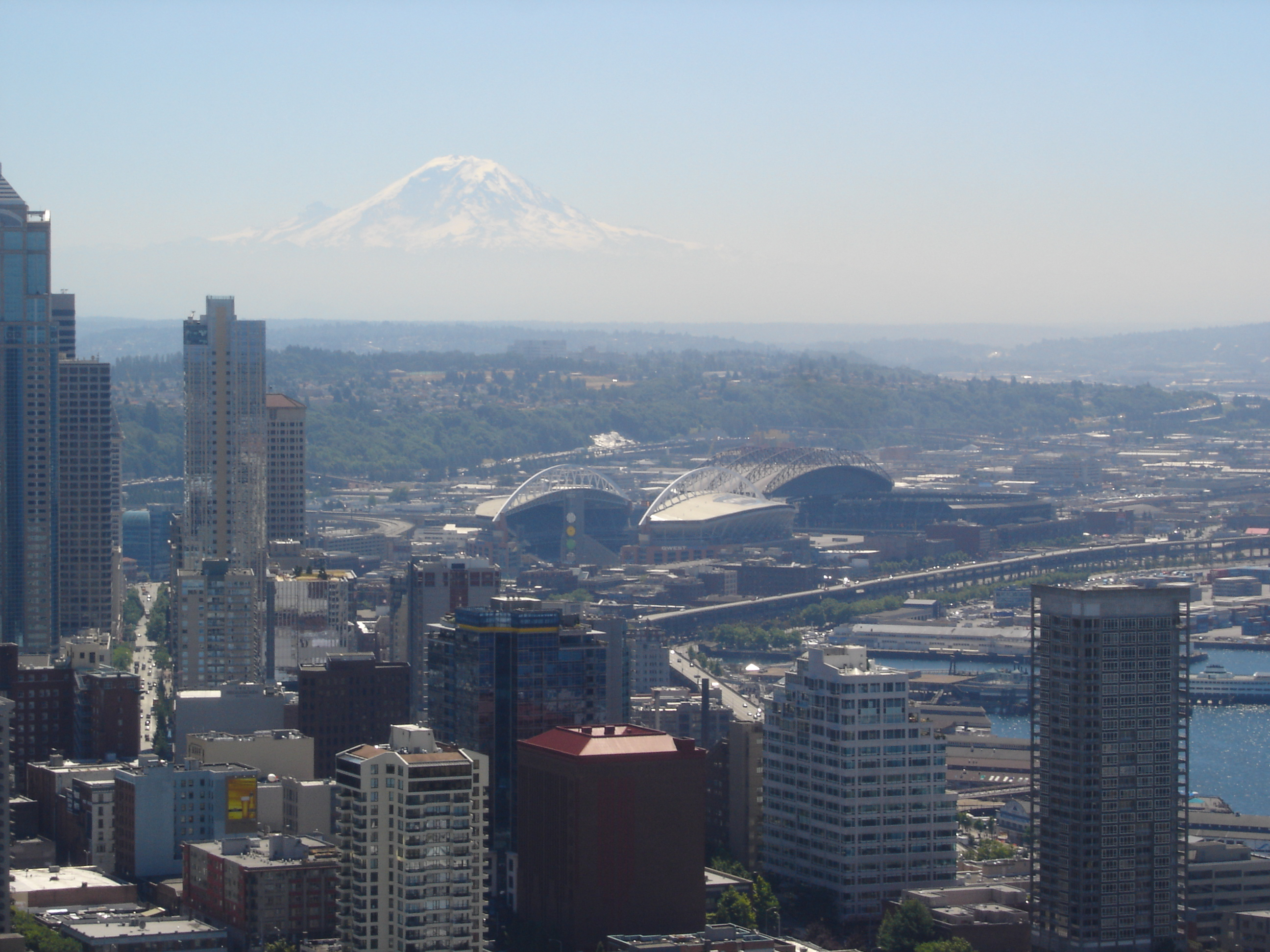
Una vista del campo de CenturyLink Field, el Safeco Field, y Mount Rainier desde lo alto de la torre Space Needle
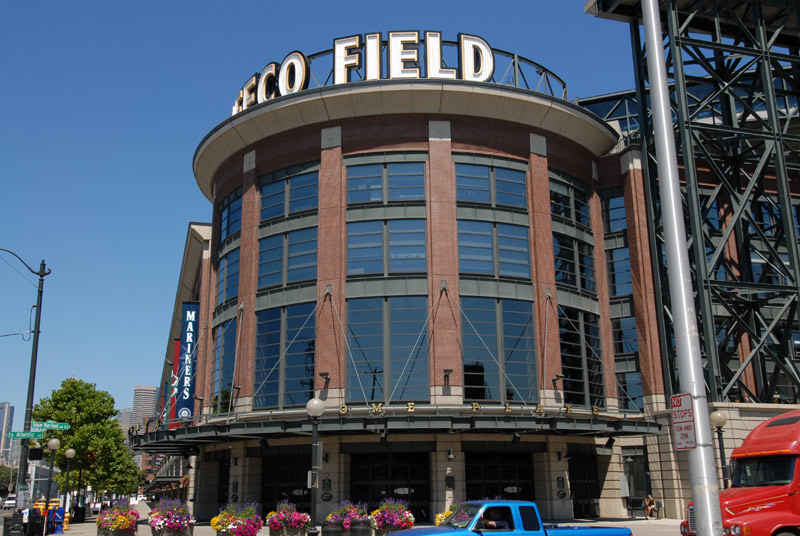
Entrada principal Safeco Field
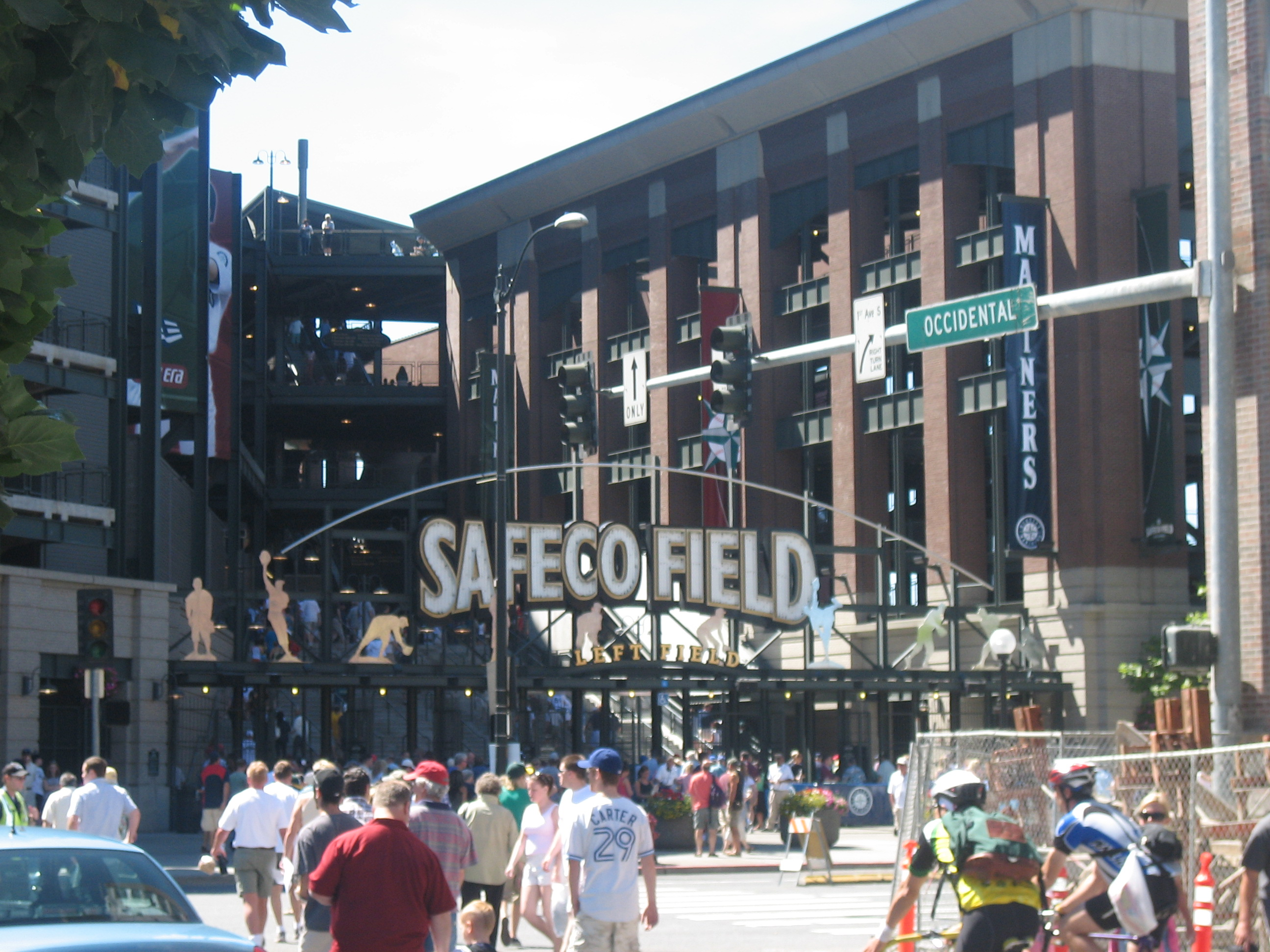
La entrada a la izquierda del campo
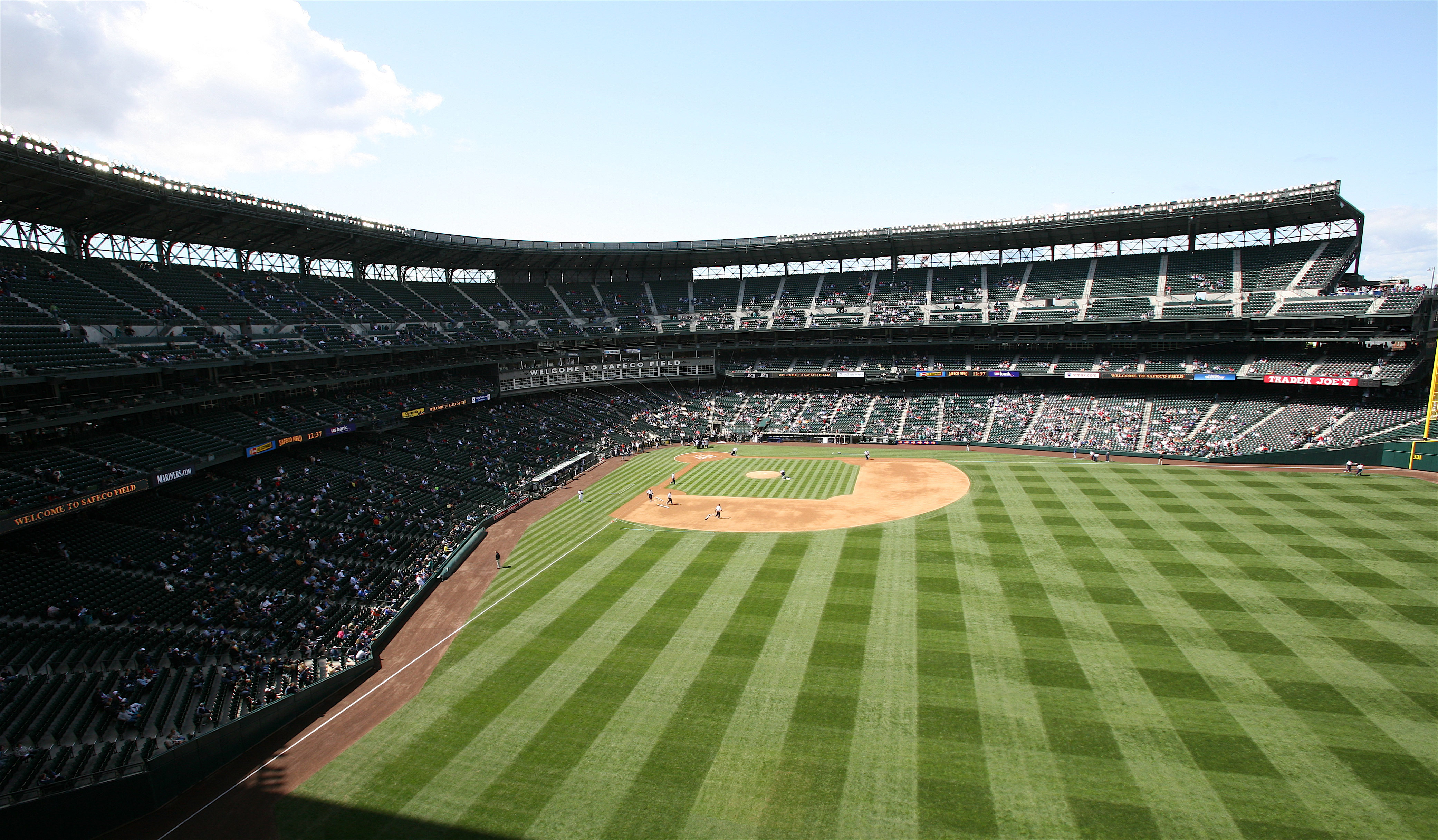
A la vista de las gradas del sur